# 布倫達·弗里克
 布倫達·弗里克（Brenda Fricker）（1945年2月17日—），愛爾蘭戲劇、電影和電視演員。出現在30多部電影和電視。1990年，她以《我的左腳》成為第一位贏得了奧斯卡最佳女配角獎的愛爾蘭女演員。